# Rions
Rions település Franciaországban, Gironde megyében. Lakosainak száma 1483 fő (2022. január 1.). Rions Cardan, Podensac, Laroque, Béguey, Escoussans, Paillet, Soulignac, Villenave-de-Rions és Virelade községekkel határos.

## Népesség
A település népessége az elmúlt években az alábbi módon változott:
| Lakosok száma | 941  | 1272 | 1379 | 1514 | 1583 | 1570 | 1556 | 1525 | 1509 | 1483 |
|               | 1968 | 1982 | 1990 | 2006 | 2013 | 2015 | 2017 | 2019 | 2020 | 2022 |